# Lotte Kiærskou
Lotte Kiærskou (Frederikshavn, 23 de junho de 1975) é uma ex-handebolista profissional dinamarquesa, bicampeã olímpica.
Lotte Kiærskou fez parte dos elencos medalha de ouro, de Sydney 2000 e Atenas 2004.